# Atrophaneura luchti
Atrophaneura luchti är en fjärilsart som först beskrevs av Walter Karl Johann Roepke 1935.  Atrophaneura luchti ingår i släktet Atrophaneura och familjen riddarfjärilar. IUCN kategoriserar arten globalt som sårbar. Inga underarter finns listade i Catalogue of Life.